# Дом у дороги (фильм, 2024)
«Дом у дороги» (англ. Road House) — боевик режиссёра Дага Лаймана. Ремейк одноимённого фильма 1989 года. Главные роли исполнили Джейк Джилленхол и Конор Макгрегор.
Премьера фильма на стриминге Amazon Prime Video состоялась 21 марта 2024 года. Премьерный показ на мероприятии SXSW состоялся 8 марта 2024.

## Сюжет
Проблемный бывший боец UFC Элвуд Далтон зарабатывает на жизнь тем, что участвует в подпольных боях без правил. К нему обращается Фрэнки, владелица придорожного кафе на Флорида-Кис, которая хочет нанять его в качестве главного вышибалы. Поначалу он отказывается и пытается закончить жизнь самоубийством на путях поезда, но в последний момент чудом успевает уехать с путей. Далтон решает принять предложение Фрэнки и садится на автобус до Флорида-Кис, где его нанимают в придорожное кафе под простым названием «Дом у дороги». В городе он сразу заводит дружбу с Чарли, девочкой-подростком, которая работает в местном книжном магазине Glass Books вместе со своим отцом Стивеном. Так как Далтону негде жить, Фрэнки предлагает ему разместиться в лодке её дяди.
После того, как Далтон отбился от головорезов местного босса мафии Бена Брандта, он лично отвозит их в больницу, где встречает Элли, врача, которая помогает ему с ранами. После потасовки Далтон мгновенно становится популярным среди местных жителей. Пережив покушение на свою жизнь со стороны главаря бандитов Делла и застав его ожидающим в своем эллинге с дробовиком, Далтон одолевает его и выбрасывает за борт в море, где бандита внезапно убивает крокодил.
Позже Далтона задерживают копы и отвозят на пирс, где ему угрожает шериф Биг Дик, который просит его покинуть город. Далтон отказывается, поэтому помощники шерифа под дулом пистолета приказывают ему выйти из машины и избивают. В это же время появляется Элли, которая оказывается дочерью шерифа, и забирает Далтона с собой.
Недавно освобожденный из тюрьмы мафиози Нокс получает задание от отца Бена — выследить Далтона. Для этого он появляется в баре и вступает в драку с ним. Фрэнки рассказывает Далтону, что Бен владеет всей землей вокруг «Дома у дороги» и намерен сровнять его с землей, чтобы построить казино. Головорезы Бена прибывают в Glass Books и нападают на Чарли и Стивена, отправляя их в больницу, а также поджигая магазин. Это вынуждает Далтона остаться в городе и отомстить.
Он убивает головореза в доме Джеральда и натыкается на грязного копа, перевозящего коробку с наличными. Далтон пытается выставить копа виновным в убийстве громилы, лишив его кратковременной памяти ударом по голове, но его знания оказываются ошибочными, и полицейский все рассказывает шерифу. Далее выясняется, что Биг Дик инсценирует похищение своей дочери Элли, чтобы Далтон вернул деньги. Далтон приплывает к Бену на его яхту, который находится там с отцом Элли. Далтон взрывает угнанную лодку динамитом, в результате чего взрыв задевает яхту и та начинает тонуть. Он находит Элли запертой в каюте, отчаянно пытающуюся разбить окно. Когда появляется головорез, чтобы застрелить Далтона, окно ломается, и Далтон с Элли выплывают наверх. Бен хватает Элли и увозит на лодке, появляется Нокс. Начинается схватка и Далтон угоняет его лодку. Затем лодка Бена резко врезается в лодку Далтона, и тот из-за удара падает в лодку к Бену и Элли.
После драки Далтон и Элли спрыгивают с лодки, а Бен влетает на ней в прибрежное кафе. Элли с Далтоном приплывают туда же, в то же время появляется Нокс, угнавший пикап на дороге. Затем они вступают в драку. Прибывает Бен и приказывает Ноксу прикончить Далтона, но Нокс сворачивает Бену шею, а затем Далтон несколько раз наносит удары ножом Ноксу, добивая его. Прибывает отец Элли и приказывает Далтону уйти. Когда он ждет рейсовый автобус, Чарли навещает его с прощальными словами. В это же время Стивен открывает коробку в книжном магазине, обнаруживая заначку с наличными, но не в состоянии поблагодарить Далтона из-за того, что тот уже уехал.
Сцена после титров показывает, что Нокс все ещё живой в больнице. Он нападает на персонал, после чего уходит в больничном халате.

## В ролях
- Джейк Джилленхол — Далтон Элвуд
- Даниэла Мелшиор — Элли
- Билли Магнуссен — Бен Брандт
- Дэррен Барнет — Сэм
- Лукас Гейдж — Билли
- Конор Макгрегор — Нокс
- Post Malone — Картер
- Джессика Уильямс — Фрэнки
- Жоаким Ди Алмейда — шериф (отец Элли)
- Трэвис Ван Винкл — Декс
- Джей Ди Пардо — Дэлл

## Производство
В ноябре 2013 года кинокомпания Metro-Goldwyn-Mayer начала разработку фильма, режиссёром которого должен был стать Роб Коэн. В сентябре 2015 года Коэн покинул проект, а на главную роль была приглашена Ронда Раузи. Съёмки планировалось начать в следующем году. В следующем месяце Ник Кассаветис присоединился к проекту в качестве сценариста и режиссёра. В ноябре 2021 года кинокомпания MGM предприняла ещё одну попытку снять фильм с Джейком Джилленхолом в главной роли и Дагом Лайманом в качестве режиссёра. Студия отдала приоритет этому фильму, несмотря на обязательства Джилленхола и Лаймана по фильмам «Переводчик» и «Эверест». Начался поиск нового сценариста для переработки сценария Энтони Багароцци и Чака Мондри. К августу 2022 года Шелдон Тёрнер представил новый вариант сценария.
Проект был официально утверждён в августе 2022 года, теперь уже на студии Amazon Studios в результате покупки студии MGM. Даниэла Мелшиор, Билли Магнуссен, Конор Макгрегор, Гбемисола Икумело, Лукас Гейдж, Ханна Лав Ланье, Трэвис Ван Винкл, Б. К. Кэннон, Артуро Кастро, Доминик Коламбус, Бо Кнапп и Боб Менери присоединились к актёрскому составу будущего фильма. Главную роль получил Джейк Джилленхол. Жоаким де Алмейда, Даррен Барнет, Кевин Кэрролл и Дж. Д. Пардо присоединились позднее в том же месяце.
Съемки начались 23 августа 2022 года в Доминиканской Республике.
3 марта 2023 года Джилленхол снялся в сцене с бывшим бойцом Ultimate Fighting Championship Джеем Хиероном после взвешивания участников турнира UFC 285 на MGM Grand Garden Arena в Лас-Вегасе. Сцена снималась на глазах у фанатов, присутствовавших на взвешивании, среди которых были президент UFC Дана Уайт, диктор Джон Эник и другие сотрудники, регулярно участвующие в мероприятиях UFC.
Премьера фильма запланирована на 21 марта 2024 года на сервисе Prime Video компанией Amazon MGM Studios Distribution.

## Отзывы и оценки
На сайте Rotten Tomatoes фильм имеет рейтинг 60 % основанный на 192 отзывах, со средней оценкой 5,6 из 10.
Оуэн Глейберман в рецензии для Variety дал фильму положительную рецензию, написав: «Если первый „Дом у дороги“ был лучшим фильмом о Чаке Норрисе, то новый — нечто более сверхъестественное — это как фильм о Джейсоне Стэтхэме, снятый Джонатаном Демме». Он считает, что фильм мог бы стать «настоящим хитом», если бы его премьера состоялась в кинотеатрах. Кристиан Зилко из IndieWire поставил фильму оценку B-, похвалив игру Джилленхола и Макгрегора. Он закончил свою рецензию словами: «В целом, новый фильм — достойное обновление наследия своего предшественника. Не потому, что он лучше, и даже не потому, что он настолько похож, а потому, что он движется с той же бессознательной глупостью, которая подпитывала многие блокбастеры 80-х, которые мы так любим вспоминать».

## Сиквел
В марте 2024 года Джилленхол выразил заинтересованность в повторном исполнении главной роли и разработке сиквела. К маю того же года было официально объявлено, что сиквел находится в разработке с Джилленхолом в главной роли. Генеральный директор Amazon MGM Дженнифер Салке заявила, что работа над проектом продолжается.  В апреле 2025 года стало известно, что Гай Ричи ведёт переговоры о постановке сиквела. В конце того же месяца было подтверждено, что он станет режиссёром по сценарию, написанному Уиллом Биллом.